# Dolmen Palet von Notre-Dame
Der vom Typ her nicht mehr bestimmbare Dolmen Palet von Notre-Dame (auch Pierre de la Vierge, Dolmen le "Palet de Dieu" oder Dolmen de Alban genannt) liegt südlich der Straße D86, im Westen von Alban im Département Tarn in Frankreich. Dolmen ist in Frankreich der Oberbegriff für neolithische Megalithanlagen aller Art (siehe: Französische Nomenklatur).
Der Dolmen besteht nur noch aus einem Tragstein und dem darauf schräg aufliegenden großen Deckstein. Dolmen ist in Frankreich der Oberbegriff für Megalithanlagen aller Art (siehe: Französische Nomenklatur).

## Legenden
Der nur etwa 100 Meter entfernte "Alban-Menhir" (auch Menhir le "Palet du Diable" genannt) wurde der Legende nach vom Teufel aufgerichtet. Der Alban-Dolmen, auch bekannt als "Stein der Jungfrau", wurde der Legende nach von der Jungfrau gebaut."